# اداهالی
اداهالی (به انگلیسی: Adahalli) در هند است که در کارناتاکا واقع شده‌است.